# Lobelia
Lobelia L. è un genere di piante della famiglia delle Campanulaceae.

## Etimologia
Il nome del genere è un omaggio di Linneo al botanico fiammingo Matthias de Lobel (1538–1616), botanico del re sotto Giacomo I d'Inghilterra.

## Descrizione
Il genere Lobelia comprende specie erbacee o arbustive, annuali o perenni, talora con aspetto arborescente.
Alcune specie (p.es Lobelia aberdarica, Lobelia deckenii, Lobelia gregoriana, Lobelia telekii), note come "lobelie giganti", hanno lunghe infiorescenze a spiga claviformi, alte sino a 4 m, sorrette da un'ampia rosetta fogliare.

## Biologia
Sir John William Lubbock, botanico allievo di Darwin, durante le sue ricerche svelò i principi che regolano le differenze di colore tra la Lobelia cardinalis rossa e la Lobelia siphilitica blu. Il blu era il colore preferito dalle api, mentre il rosso della Lobelia cardinalis era il colore preferito dei colibrì. 
La diminuzione del numero di colibrì potrebbe essere una concausa della diminuzione in natura del numero di fiori rossi.
Alcune specie di Lobelia sono velenose: Lobelia cardinalis, Lobelia inflata, Lobelia siphilitica.

## Distribuzione e habitat
Il genere ha una distribuzione cosmopolita, essendo diffuso in quasi tutte le regioni temperate e tropicali del mondo, ad eccezione dell'Europa centrale e orientale e dell'Asia occidentale.

## Tassonomia
Con 439 specie è uno dei generi più numerosi della famiglia delle Campanulacee.

### Alcune specie

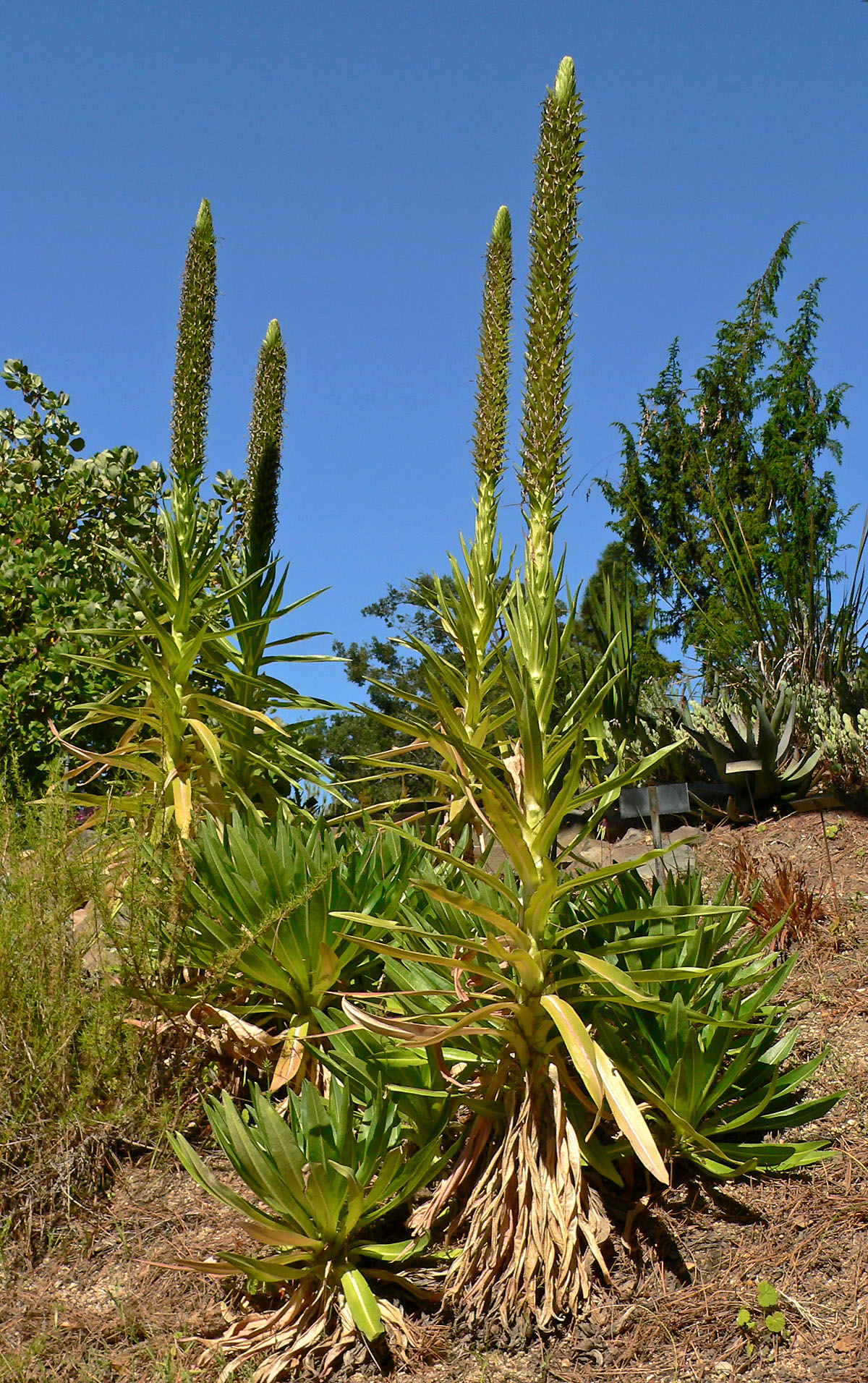
Lobelia aberdarica
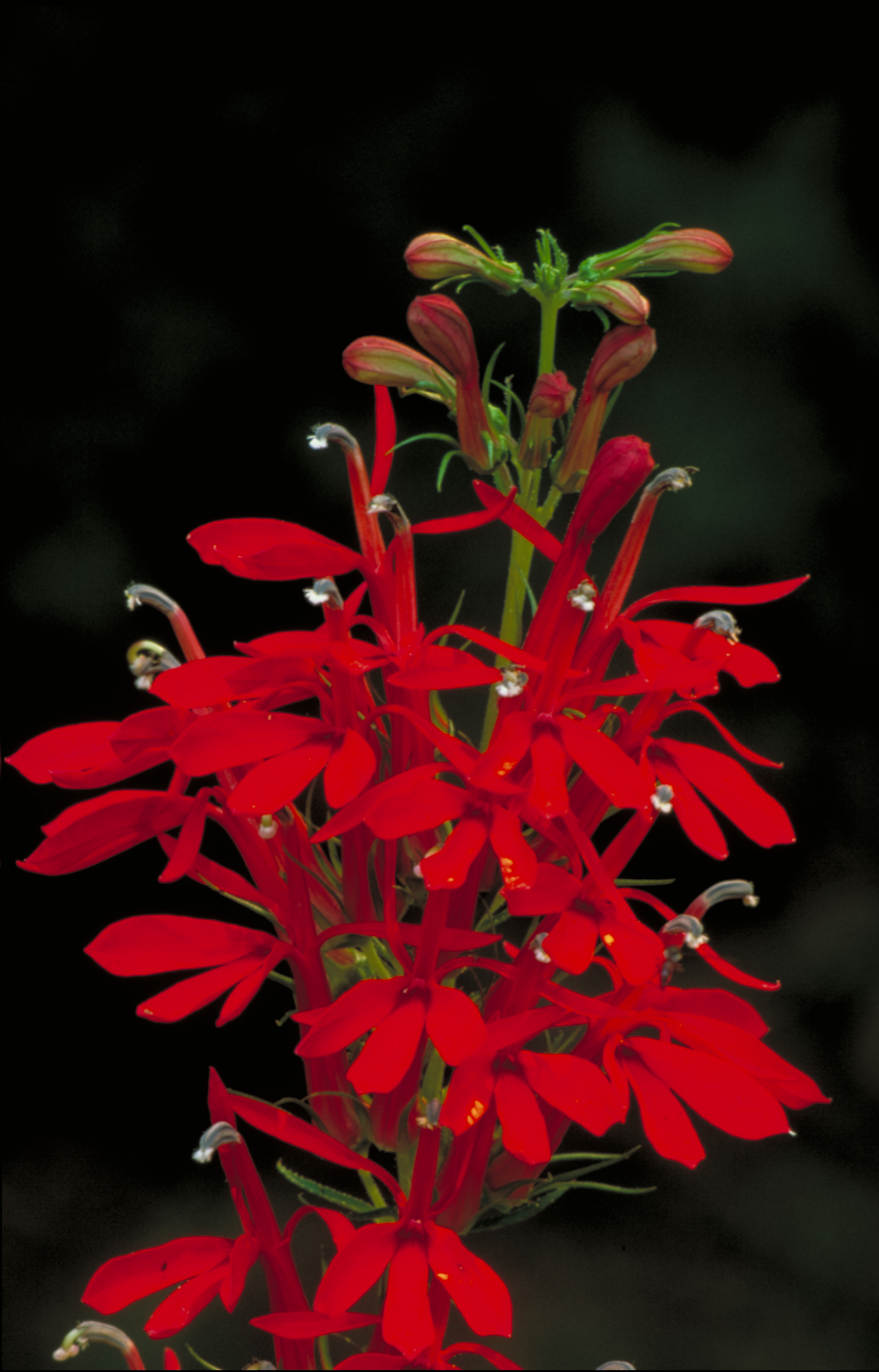
Lobelia cardinalis specie tipo
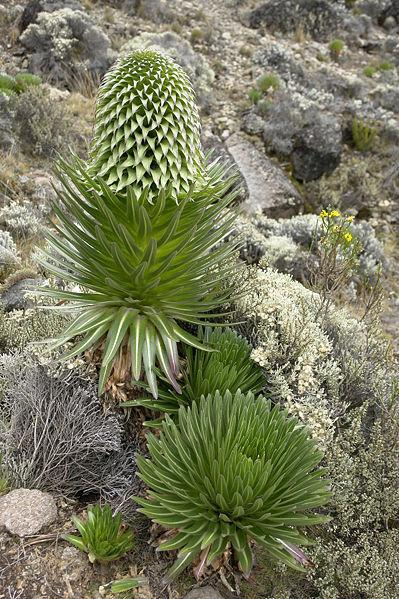
Lobelia deckenii
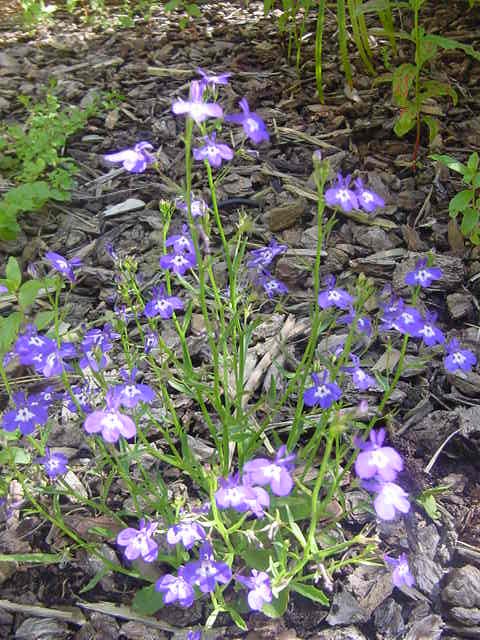
Lobelia erinus
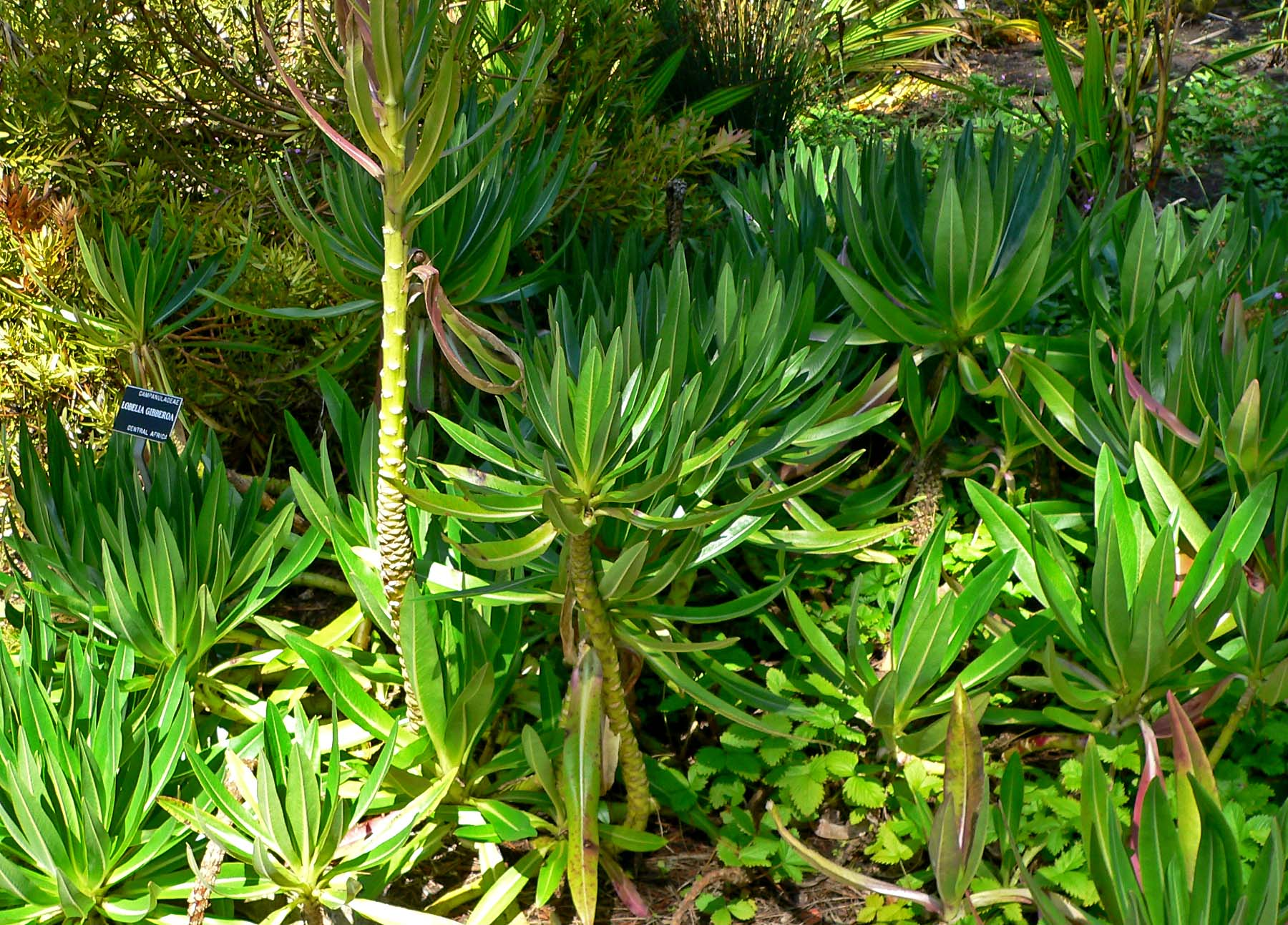
Lobelia giberroa
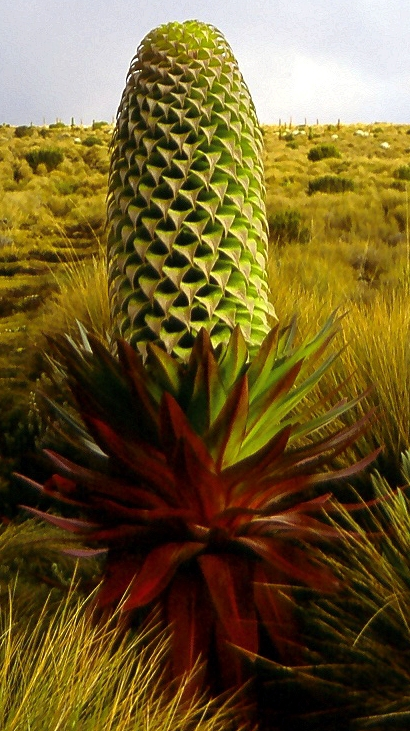
Lobelia gregoriana
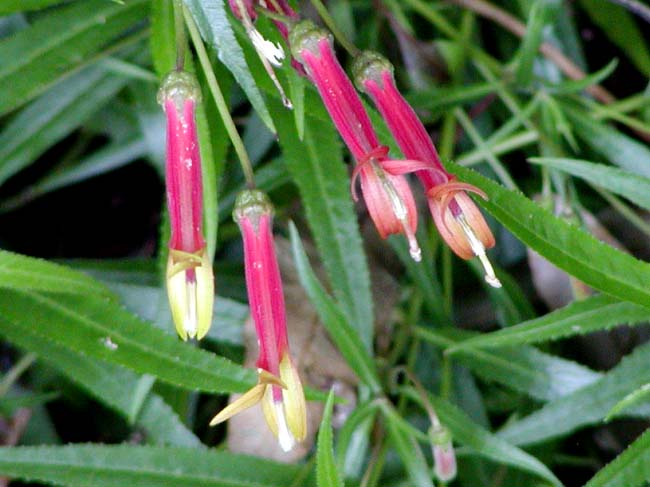
Lobelia laxiflora
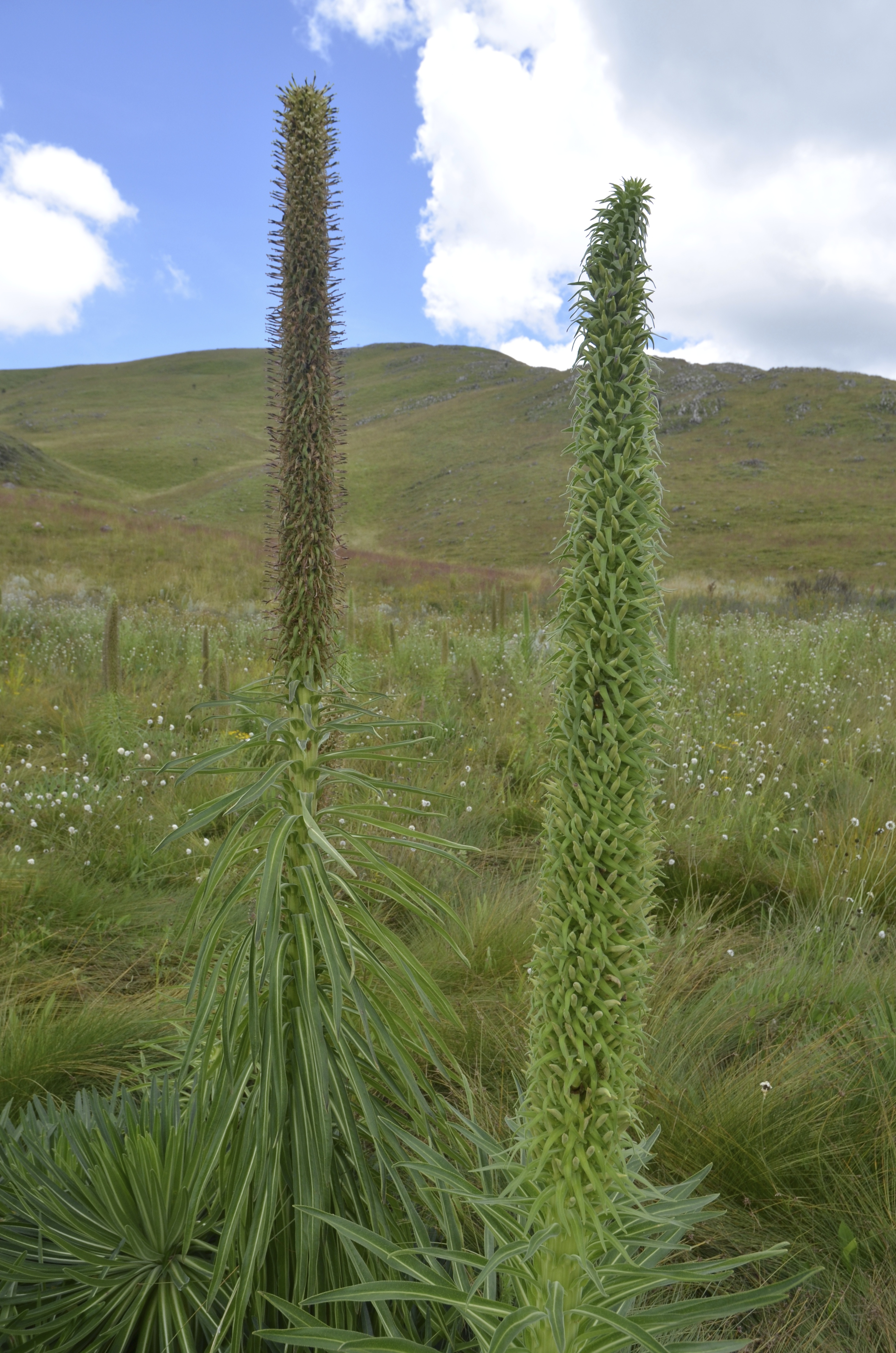
Lobelia mildbraedii
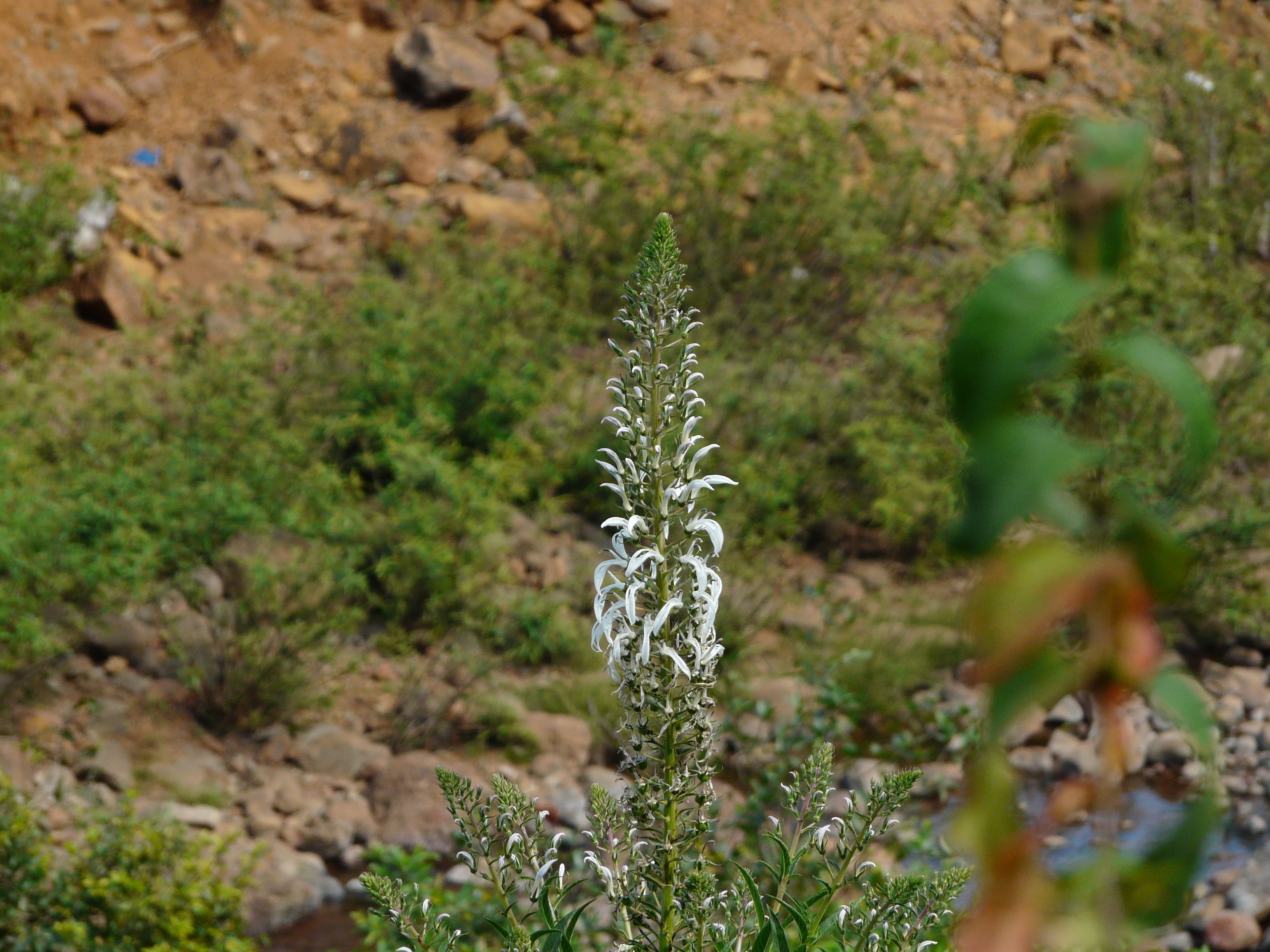
Lobelia nicotianifolia
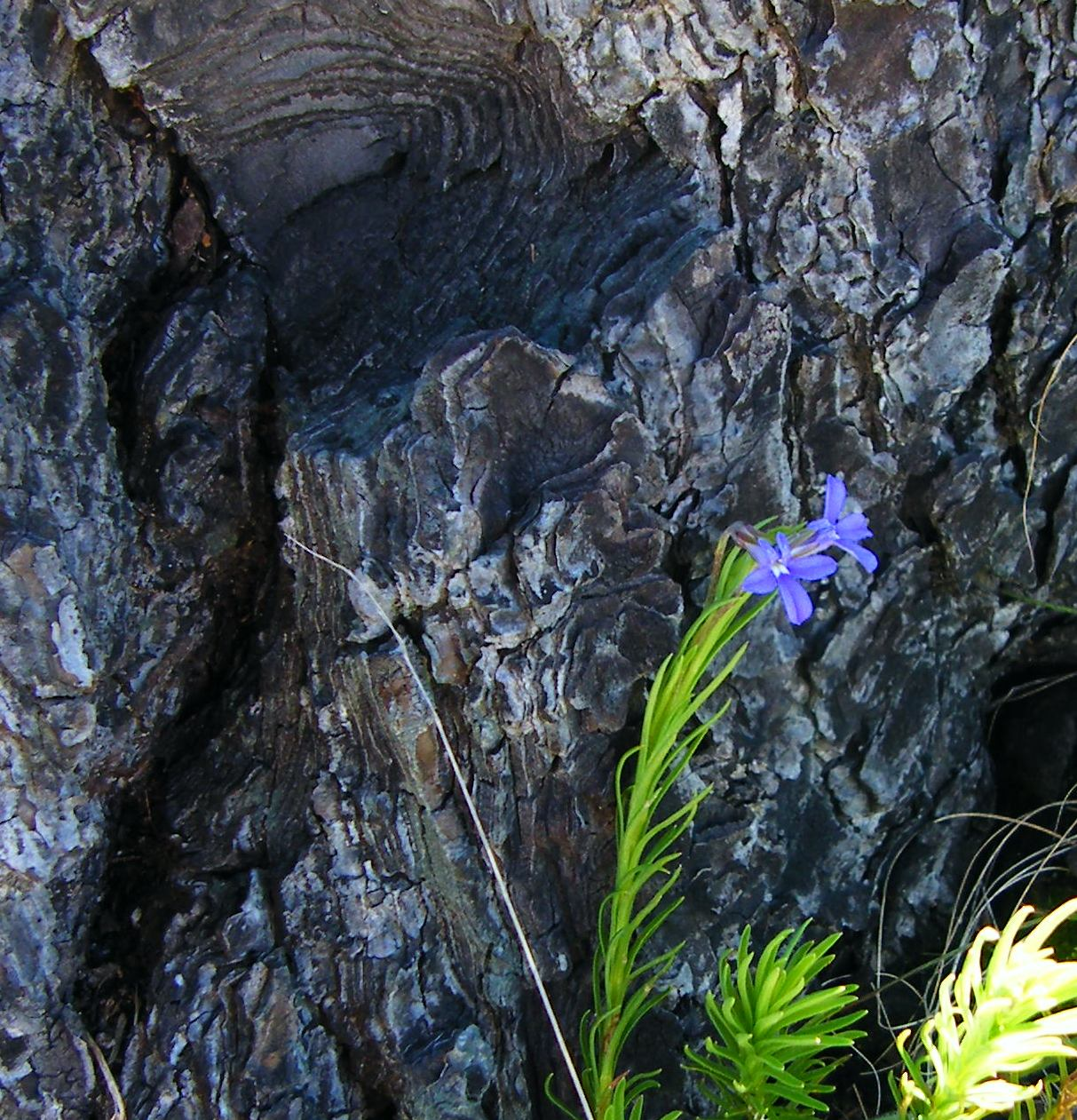
Lobelia pinifolia
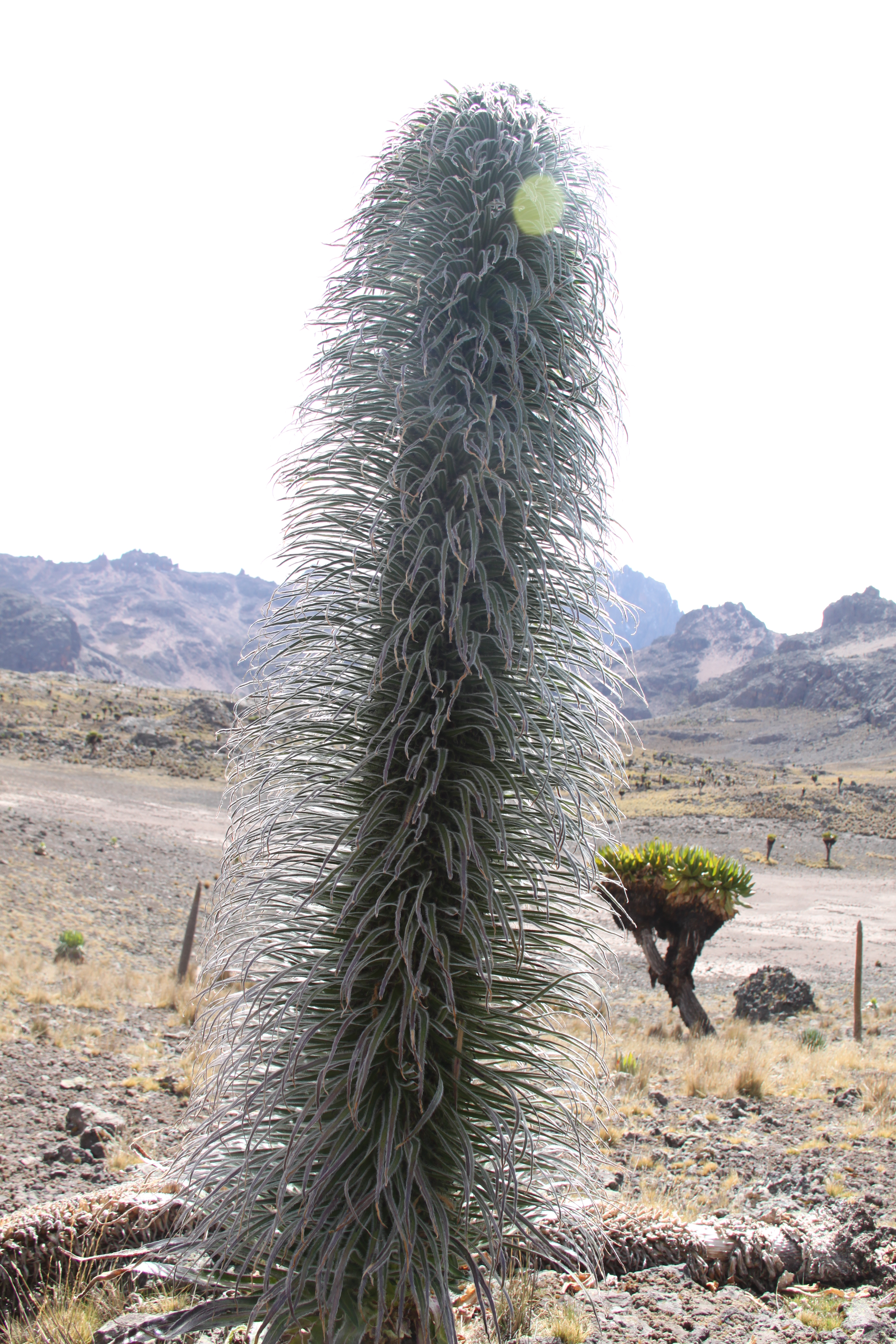
Lobelia telekii
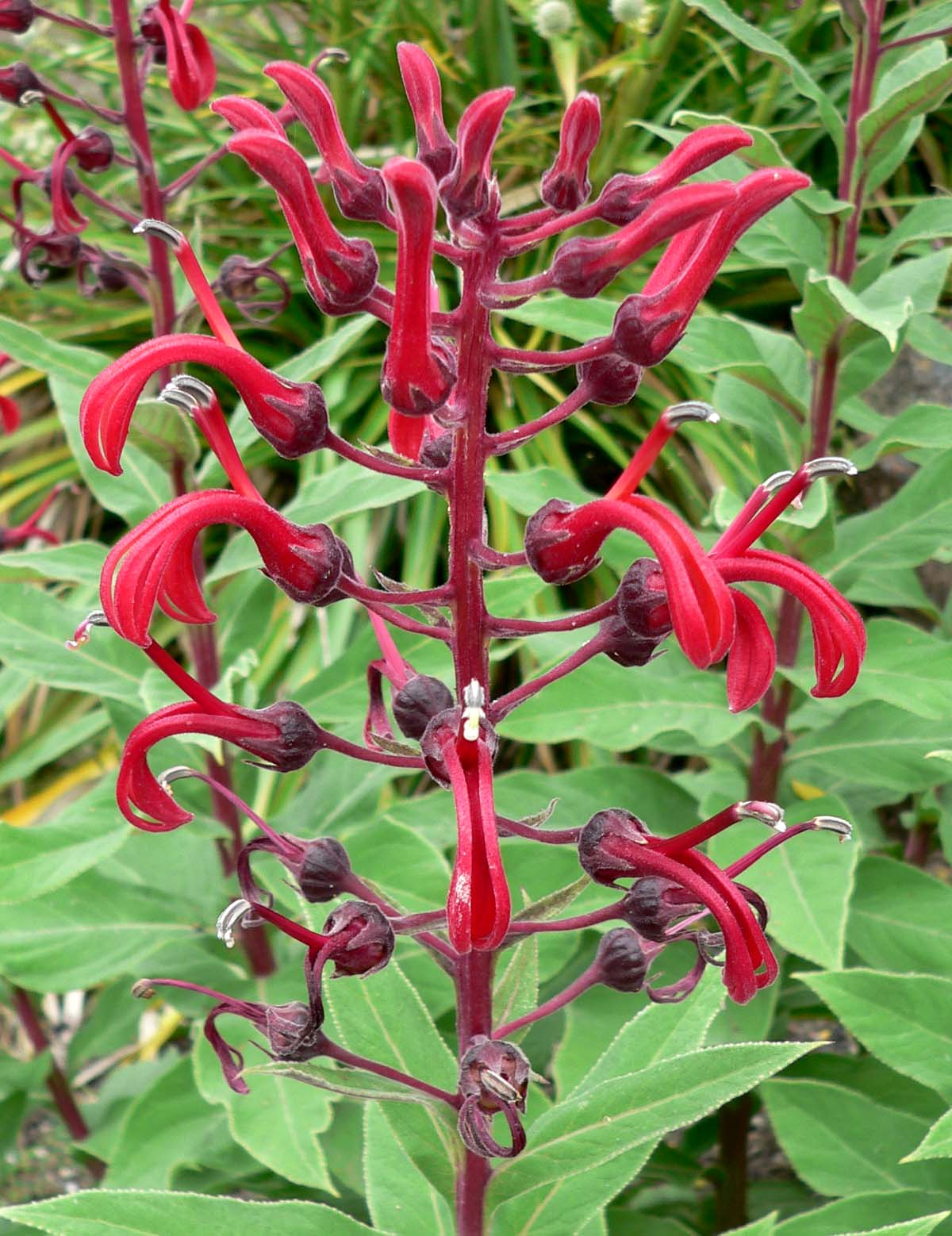
Lobelia tupa